# Philonotis hastata
Philonotis hastata là một loài rêu trong họ Bartramiaceae. Loài này được Duby Wijk & Margad. mô tả khoa học đầu tiên năm 1959.